# Jogo perfeito
No beisebol, um jogo perfeito (perfect game) é definido pela Major League Baseball como um jogo no qual o arremessador (ou uma combinação deles) lança uma vitória de no mínimo nove entradas e que nenhum jogador oponente chegue a salvo na primeira base. Além disso, o arremessador (ou arremessadores) não podem permitir nenhuma rebatida, walk, hit by pitch (quando um rebatedor é atingido pela bola arremessada), ou qualquer jogador oponente atingir a primeira base à salvo por qualquer outra razão. Resumindo: 27 enfrentados, 27 eliminados. Este feito já foi alcançado 24 vezes na história da MLB – 22 vezes na era moderna começada em 1900, mais recentemente por Domingo Germán do New York Yankees, em 28 de Junho de 2023.
Um jogo perfeito é também um no-hitter e um shutout. Mesmo se houver um erro de campo, em inglês "error", que não permita ao rebatedor alcançar a base, ainda assim é considerado um jogo perfeito. Jogos paralisados por intempéries nos quais um time não tenha corredores em base e jogos cujo time atinja a primeira base apenas em entradas extras (extra innings) não se caracterizam como jogos perfeito até a presente definição. O primeiro uso confirmado do termo "jogo perfeito" foi em 1908; a definição foi formalizada em 1991. Embora seja possível que múltiplos jogadores possam alcançar um jogo perfeito (como já aconteceu 11 vezes em jogos com "no-hitter"), até o presente, todos jogos que alcançaram este feito foram completados por apenas um arremessador.

## História
O primeiro uso conhecido do termo jogo perfeito aconteceu em in 1908. O relato de I. E. Sanborn para o Chicago Tribune sobre a performance de Addie Joss contra o Chicago White Sox diz "um jogo absolutamente perfeito, sem corridas, sem rebatidas, e sem deixar nenhum oponente atingir a primeira base por bem ou por mal, seja por rebatida, walk, ou erro, em nove entradas." Diversas fontes alegam (erroneamente) que o primeiro uso registrado com o termo "jogo perfeito" foi feito por Ernest J. Lanigan em sua Baseball Cyclopedia, feita em referência ao jogo perfeito de Charlie Robertson em 1922. O jornal Chicago Tribune chegou perto do uso do termo descrevendo o jogo de Richmond em 1880: "Richmond foi efetivamente apoiado, cada posição nas nove (entradas) sendo jogadas com perfeição." De maneira similar, na descrição do jogo perfeito de Ward, o New York Clipper o descreve como a "jogada perfeita" da defesa do Providence.
A partir de 2014, a atual definição da Major League Baseball de um jogo perfeito é em grande parte um efeito colateral da decisão tomada pelo Comitê de ligas principais de precisão estatística em 4 de setembro de 1991, para redefinir um jogo no-hitter como um jogo em que o arremessador ou arremessadores completam um jogo de nove entradas ou mais sem sofrer uma rebatida. Essa decisão removeu alguns jogos que havia muito tempo apareceram no livro dos recordes: aqueles que duram menos de nove entradas, e aqueles em que a equipe não sofreu corridas no tempo regulamentar (nove entradas), mas, em seguida, sofre corridas nas entradas extras. A definição de jogo perfeito foi feito em paralelo com essa nova definição de no-hitter, substituindo "corredor em base" para "corrida". Como resultado da redefinição de 1991 , por exemplo, Harvey Haddix não recebe crédito por um jogo perfeito, nem um no-hitter por sua performance em 26 de maio de 1959, quando ele jogou 12 entradas perfeitas contra o Milwaukee Braves antes de permitir um corredor em base na 13ª entrada.
Houve um jogo perfeito na World Series, jogado por Don Larsen dos New York Yankees contra os Brooklyn Dodgers em 8 de Outubro de 1956. Por coincidência, o segundo arremessador dos Yankees a completar um jogo perfeito, David Wells em 1998, se formou no colegial na mesma escola que  Larsen - Point Loma High School em San Diego, California.
O jogo perfeito mais recente na Major League Baseball foi jogado por Domingo Germán, do New York Yankees contra os Oakland Athletics, em 28 de junho de 2023, em uma vitória por 11-0. Desde o início da contagem, foi a quarta vez em que um jogador dos Yankees arremessou um jogo perfeito. Germán é também o quarto latino da história a conseguir o feito, mais de 10 anos depois do terceiro, Félix Hernández, que havia sido também o último jogador de qualquer origem a conseguir um jogo perfeito até a ocasião.
Na edição de 1957 da Little League World Series em Williamsport (Pensilvânia), Ángel Macías do time de Monterrey, México, conseguiu um jogo perfeito pela primeira vez e até 2013, o único jogo deste tipo na liga infantil.